# Большая Сухаревская площадь
Больша́я Су́харевская площадь — одна из центральных площадей Москвы, часть Садового кольца, расположена в Мещанском и Красносельском районах между проспектом Мира, Сретенкой и Садовой-Спасской улицами. На площадь выходит парадным фасадом Странноприимный дом (ныне Институт скорой помощи Склифосовского). На пересечении со Сретенкой находится станция метро «Сухаревская».

## История

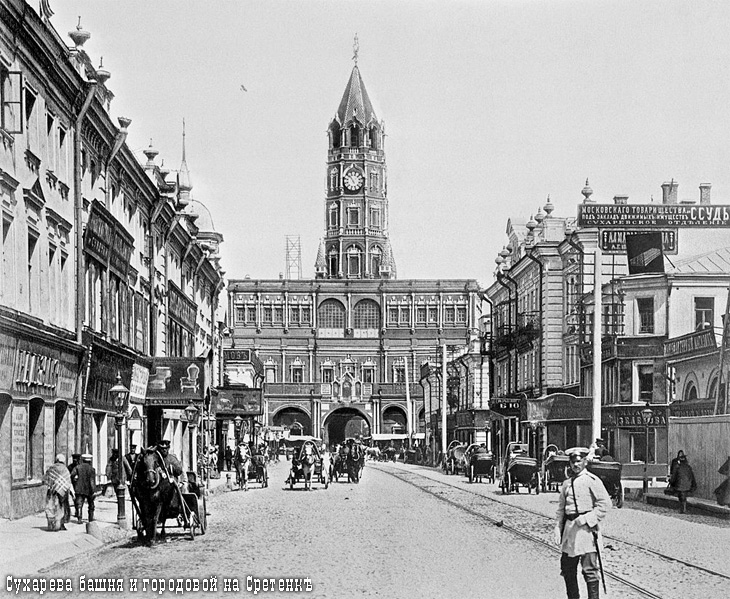
Сухарева башня, вид со Сретенки, 1900-е годы

Название возникло в XVIII веке по Сухаревой башне, возведённой здесь в конце XVII — начале XVIII веков и снесённой в 1934 году. В XVII веке здесь была стрелецкая слобода, в которой стоял полк Л. П. Сухарева, охранявший ворота Земляного города. На площади и в примыкающих к ней переулках был знаменитый Сухаревский рынок — в московском просторечье и рынок, и площадь называли Сухаревка. С 1939 по 1994 год — Большая Колхозная площадь «в честь 1-го Всесоюзного съезда колхозников-ударников» (в 1934—1939 годах — Колхозная площадь, вместе с бывшей Малой Колхозной, ныне Малой Сухаревской площадью). При возвращении исторического названия поначалу (в 1990 году) обе Колхозные площади были объединены под единым названием Сухаревская, но это требовало перенумерации зданий, особо недопустимой в данном случае (менялся адрес Института скорой помощи им. Склифосовского). Поэтому в 1994 году при повторном утверждении переименований, произведённых в 1990-1993 годах, оставили старое деление Сухаревской площади на Большую и Малую.
В центре площади, на месте нынешнего сквера между Садовым кольцом и Панкратьевским переулком, в советское время планировалось построить гигантский универмаг (при этом Сретенка оказалась бы на эстакаде). Но планы не были осуществлены.

## Описание
Большая Сухаревская площадь расположена на Садовом кольце между Малой Сухаревской площадью и Садовой-Спасской улицей. Начинается от пересечения Садового кольца со Сретенкой и проспектом Мира, проходит на восток, направо от неё отходит Панкратьевский переулок, затем Ананьевский переулок (справа) и 1-й Коптельский переулок (слева), заканчивается на пересечении Садового кольца с Большой Спасской улицей и дальше продолжается как Садовая-Спасская. Северную сторону площади занимает Странноприимный дом, где расположен Институт скорой помощи.

## Движение транспорта
Автомобильное движение по площади — двустороннее 8-полосное на каждой стороне, на внешнем кольце перед Институтом скорой помощи есть дополнительная территория для выезда автомобилей скорой помощи.

## Примечательные здания и сооружения
По нечётной стороне:

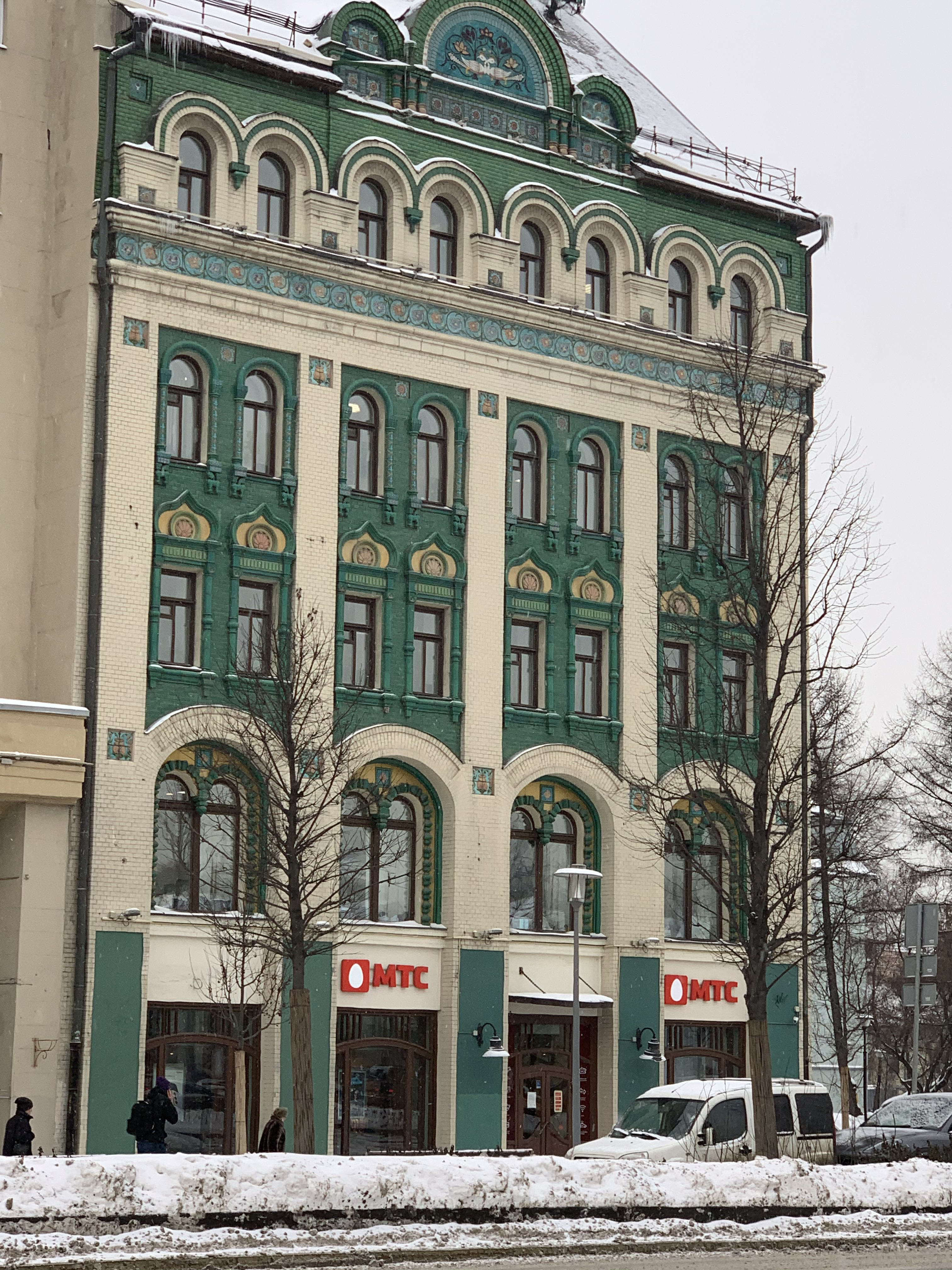
Доходный дом Миансаровой

- № 1/2 — Жилой дом (1891, архитектор Г. П. Воронин), сейчас — «Медицинская газета»;
- № 3 — Странноприимный дом (1792—1810 гг., архитекторы Е. С. Назаров, Д. Кваренги (В. И. Баженов ?), А.Миронов, Г. Дикушин; горельефы в интерьерах скульпторов Г. Замараева и Т. Тимофеева. Живопись в куполе церкви художник Д. Скотти)[3], объект культурного наследия федерального значения. Ныне — Московский городской научно-исследовательский институт скорой помощи имени Н. В. Склифосовского.
  - № 3, стр. 1 — Главный корпус. Центральный корпус Шереметьевской больницы.
  - № 3, стр. 6 — Российское научно-медицинское общество терапевтов;
  - № 3, стр. 7 — Московский городской центр острых отравлений при НИИ скорой помощи им. Склифосовского ;
  - № 3, стр. 9 — Судебно-медицинский морг № 3;
- № 5 — Главное бюро медико-социальной экспертизы по г. Москве ФГУ филиал № 48;
- № 9 — Жилой дом (конец XVIII в.), объект культурного наследия федерального значения.

По чётной стороне:
- № 12 — Доходный дом М. Н. Миансаровой (1908—1911, 1913, архитектор С. К. Родионов)[3]
- № 14/7 — Жилой дом «Заводстроя» (Наркомтяжпрома) (1930, первоначальный проект — немецкий архитектор Г. Ремеле; 1934—1936 — реконструкция и завершение строительства по проекту архитектора Д. Д. Булгакова[3][4]). Первоначально дом планировался для размещения иностранных специалистов ВСНХ. К 1930 году дом был выстроен в аскетичных формах, типичных для немецкого функционализма, и оставлен без отделки. В 1934 году «достраивать» дом поручили архитектору Д. Булгакову. Булгаков сделал каждую деталь издалека заметной, дающей красивые тени в солнечную погоду. Над центральными частями двух уличных фасадов он сделал огромные карнизы с гипертрофированными по размеру кронштейнами, тем самым подчеркнув простоту иных элементов, таких как глухие парапеты длинных балконов. Также архитектор добавил со стороны переулка необычные арочные формы. Немногочисленные, но очень декоративные детали выглядят нарядно на фоне гладких стен и полностью остекленных эркеров[5][6]. Ныне в здании размещаются Мособлспецстрой, предприятия общественного питания.
- № 16/18, стр. 1 — Жилой дом. Здесь жил кинооператор и режиссёр Александр Гинцбург[7], актриса Тани Юн и режиссёр Иоаким Максимов-Кошкинский. Ранее на этом месте стоял доходный дом В. И. Канановой (1894, архитектор А. Ф. Мейснер).
- № 16/18, стр. 2 — Жилой дом. В здании находится Стромынское отделение Сбербанка РФ № 5281/08.

## Общественный транспорт
- Станция метро  Сухаревская
- Автобус: Б
- Электробусы: м2, м9, н9